# Aeroporto di Kisangani-Bangoka
L'Aeroporto di Bangoka è un aeroporto situato nei pressi della città di Kisangani, nella Repubblica del Congo.
L'8 luglio 2011 è stato il luogo dell'incidente del Volo Hewa Bora Airways 952, che si è schiantato in fase di atterraggio, uccidendo 127 delle persone a bordo.